# Вестфолл-ог-Телемарк
Вестфолл-ог-Телемарк (норв. Vestfold og Telemark) — колишній норвезький фюльке (район). Був розташований у південно-західній частині регіону Естланн (Східна Норвегія). Адміністративний центр — місто Шієн. Межував із фюльке Вестланн, Вікен, Ругаланн, Агдер.

## Історія
У 2017 році уряд вирішив скасувати деякі фюльке та об'єднати їх з іншими, щоб утворити більші, зменшивши кількість з 19 до 11, що було реалізовано 1 січня 2020 року. Вестфолл і Телемарк було об'єднано у Вестфолл-ог-Телемарк.
Проте з 1 січня 2024 року після рішення Стортингу від 14 червня 2022 року стало 15 фюльке. Зокрема, три з нещодавно об'єднаних — Вестфолл-ог-Телемарк, Вікен і Трумс-ог-Фіннмарк — розпалися та замінені своїми раніше об'єднаними.